# Uğur Yılmaz (Fußballspieler, 1987)
Uğur Yılmaz (* 1. Oktober 1987 in Stuttgart) ist ein deutsch-türkischer Fußballspieler. Er spielt für den TSV 1896 Rain.

## Karriere
Yılmaz erlernte das Fußballspielen in den Jugendabteilungen diverser Amateurklubs seines Heimatortes Stuttgart. Nachdem er bis zum Sommer 2008 für den TSG Backnang aktiv gewesen war, wechselte er in die Landesliga Württemberg zur SV Böblingen. Nach zwölf Toren in seiner ersten Saison verließ er diesen Verein und wechselte innerhalb der Liga zum SV Bonlanden. Hier spielte er die nächsten drei Spielzeiten, wobei ihm mit der Mannschaft in der Spielzeit 2008/09 die Meisterschaft der Liga gelang, woran Yılmaz mit elf Saisontoren beteiligt war.
Im Sommer 2010 verließ er auch diesen Verein und heuerte beim Regionalligisten Stuttgarter Kickers an. Mit dieser Mannschaft wurde er zum Saisonende Vizemeister der Regionalliga Süd und verpasste so den Aufstieg in die 3. Fußball-Liga. Yılmaz bildete mit seinem Sturmpartner Ali Pala eines der erfolgreichsten Offensivduos der Liga und war maßgeblich an diesem Erfolg beteiligt. In der zweiten Saison erreichte man die Meisterschaft der Regionalliga Süd und stieg in die 3. Liga auf. Yılmaz blieb mit einem Tor in 15 Spielen hinter seiner Form der letzten Saison.
Zur Saison 2011/12 wechselte er zum Regionalligisten FV Illertissen. Mit diesem Verein feierte er die Herbstmeisterschaft der Regionalliga Bayern 2012/13 und war mit neun Toren maßgeblich an diesem Erfolg beteiligt.
Zur Rückrunde der Spielzeit 2012/13 lagen Yılmaz mehrere Angebote aus der Türkei vor. Yılmaz entschied sich aus den vorliegenden Angeboten für das des Zweitligisten Kartalspor und wechselte in die Türkei. Nach knapp acht Monaten kehrte Yilmaz im August 2013 nach Deutschland zurück und schloss sich dem TSV 1896 Rain an.

## Erfolge
- Mit SV Bonlanden
  - Meister der Landesliga Württemberg: 2008/09

- Mit Stuttgarter Kickers
  - Meister der Regionalliga: 2011/12